# یواس‌اس میسیسیپی (بی‌بی-۴۱)
یواس‌اس میسیسیپی (بی‌بی-۴۱) (به انگلیسی: USS Mississippi (BB-41)) یک کشتی بود که طول آن ۶۲۴ فوت (۱۹۰ متر) بود. این کشتی در سال ۱۹۱۷ ساخته شد.